# Vale (São Cosme), Telhado e Portela
Vale (São Cosme), Telhado e Portela (oficialmente: União das Freguesias de Vale (São Cosme), Telhado e Portela) é uma freguesia portuguesa do município de Vila Nova de Famalicão, com 13,69 km² de área e 5240 habitantes (censo de 2021). A sua densidade populacional é 382,8 hab./km².

## História
Foi criada aquando da reorganização administrativa de 2012/2013, resultando da agregação das antigas freguesias de São Cosme do Vale, Telhado e Portela.

## Demografia
A população registada nos censos foi:
| Distribuição da População por Grupos Etários | Distribuição da População por Grupos Etários | Distribuição da População por Grupos Etários | Distribuição da População por Grupos Etários | Distribuição da População por Grupos Etários | Distribuição da População por Grupos Etários |
| -------------------------------------------- | -------------------------------------------- | -------------------------------------------- | -------------------------------------------- | -------------------------------------------- | -------------------------------------------- |
| Antes da agregação                           |                                              |                                              |                                              |                                              |                                              |
| Ano                                          | 0-14 anos                                    | 15-24 anos                                   | 25-64 anos                                   | >= 65 anos                                   | Total                                        |
| 2001                                         | 1087                                         | 900                                          | 2968                                         | 533                                          | 5488                                         |
| 2011                                         | 873                                          | 688                                          | 3117                                         | 723                                          | 5401                                         |
| Após a agregação                             |                                              |                                              |                                              |                                              |                                              |
| Ano                                          | 0-14 anos                                    | 15-24 anos                                   | 25-64 anos                                   | >= 65 anos                                   | Total                                        |
| 2021                                         | 660                                          | 602                                          | 2938                                         | 1040                                         | 5240                                         |